# Magnus Persson (sverigedemokrat)
Lars Ola Magnus Persson, född 19 december 1970 i Ivetofta församling i Kristianstads län, är en svensk politiker (sverigedemokrat). Han är ordinarie riksdagsledamot sedan 2014, invald för Skåne läns norra och östra valkrets sedan 2022 (dessförinnan invald för Dalarnas läns valkrets 2014–2022). Persson är ordförande i riksdagens arbetsmarknadsutskott sedan 2022.

## Biografi
Magnus Persson föddes 1970 och är son till Lennart Persson och Gunnel Persson. Han studerade vid Furulundsskolan i Sölvesborg och slutade vid skolan 1988.
Persson är byggnadsarbetare och bor i Bromölla i Skåne län. Han är ledamot av kommunfullmäktige i Bromölla kommun, där han var kommunfullmäktiges ordförande 2018–2020.
Persson är ordinarie riksdagsledamot sedan 2014 och är arbetsmarknadspolitisk talesperson för Sverigedemokraterna. I riksdagen är Persson ordförande i arbetsmarknadsutskottet sedan 2022. Han var dessförinnan ledamot i arbetsmarknadsutskottet 2016–2022 samt suppleant i bland annat arbetsmarknadsutskottet och konstitutionsutskottet.